# OCO
OCO (viết tắt của Orbiting Carbon Observatory) là một vệ tinh của NASA với sứ mạng cung cấp các sự quan sát khí thải gây hiệu ứng nhà kính của dioxide cacbon trên bầu khí quyển (CO2).
NASA phóng vệ tinh theo dõi khí thải CO2 này nhằm vẽ bản đồ về mật độ lượng khí thải CO2 trên toàn cầu và nghiên cứu quá trình biến đổi của bản đồ này. OCO là vệ tinh thu thập dữ liệu về khí thải gây hiệu ứng nhà kính đầu tiên được NASA phóng vào không gian. Tháng 1 năm 2009, Nhật Bản đã trở thành nước đầu tiên trên thế giới phóng vệ tinh này.
Vệ tinh OCO đã được tên lửa đẩy Taurus XL phóng lên quỹ đạo song thất bại ngay sau khi phóng ngày 24 tháng 2 năm 2009. Cụ thể, tên lửa mang vệ tinh phóng đi đã không phân tách được. Thất bại xảy ra chỉ vài phút sau khi phóng tên lửa. Các chuyên gia của dự án phóng vệ tinh theo dõi khí thải CO2 của NASA đã tìm hiểu nguyên nhân thất bại của vụ phóng này.